# Lijst van nummer 1-hits in Noorwegen in 1999
Deze hits stonden in 1999 op nummer 1 in de VG-lista, de bekendste hitlijst in Noorwegen.
| Week | Artiest            | Titel                            |
| ---- | ------------------ | -------------------------------- |
| 1    | Cher               | Believe                          |
| 2    | Cher               | Believe                          |
| 3    | The Offspring      | Pretty Fly (for a White Guy)     |
| 4    | The Offspring      | Pretty Fly (for a White Guy)     |
| 5    | The Offspring      | Pretty Fly (for a White Guy)     |
| 6    | The Offspring      | Pretty Fly (for a White Guy)     |
| 7    | The Offspring      | Pretty Fly (for a White Guy)     |
| 8    | Britney Spears     | ...Baby One More Time            |
| 9    | Britney Spears     | ...Baby One More Time            |
| 10   | Britney Spears     | ...Baby One More Time            |
| 11   | Britney Spears     | ...Baby One More Time            |
| 12   | Britney Spears     | ...Baby One More Time            |
| 13   | Britney Spears     | ...Baby One More Time            |
| 14   | Britney Spears     | ...Baby One More Time            |
| 15   | Britney Spears     | ...Baby One More Time            |
| 16   | 2Pac               | Changes                          |
| 17   | 2Pac               | Changes                          |
| 18   | Backstreet Boys    | I Want It That Way               |
| 19   | Backstreet Boys    | I Want It That Way               |
| 20   | Vengaboys          | Boom, Boom, Boom, Boom!!         |
| 21   | Vengaboys          | Boom, Boom, Boom, Boom!!         |
| 22   | Shania Twain       | That don't impress me much       |
| 23   | Multicyde & Anèa   | Not For The Dough                |
| 24   | Multicyde & Anèa   | Not For The Dough                |
| 25   | Multicyde & Anèa   | Not For The Dough                |
| 26   | Multicyde & Anèa   | Not For The Dough                |
| 27   | Lou Bega           | Mambo No. 5 (A little bit of...) |
| 28   | Lou Bega           | Mambo No. 5 (A little bit of...) |
| 29   | Lou Bega           | Mambo No. 5 (A little bit of...) |
| 30   | Lou Bega           | Mambo No. 5 (A little bit of...) |
| 31   | Lou Bega           | Mambo No. 5 (A little bit of...) |
| 32   | Lou Bega           | Mambo No. 5 (A little bit of...) |
| 33   | Lou Bega           | Mambo No. 5 (A little bit of...) |
| 34   | Lou Bega           | Mambo No. 5 (A little bit of...) |
| 35   | Eiffel 65          | Blue (Da ba dee)                 |
| 36   | Eiffel 65          | Blue (Da ba dee)                 |
| 37   | Eiffel 65          | Blue (Da ba dee)                 |
| 38   | Eiffel 65          | Blue (Da ba dee)                 |
| 39   | Westlife           | If I Let You Go                  |
| 40   | Westlife           | If I Let You Go                  |
| 41   | Westlife           | If I Let You Go                  |
| 42   | Christina Aguilera | Genie in a Bottle                |
| 43   | Christina Aguilera | Genie in a Bottle                |
| 44   | Blümchen           | Heut’ ist mein Tag               |
| 45   | Blümchen           | Heut’ ist mein Tag               |
| 46   | Blümchen           | Heut’ ist mein Tag               |
| 47   | Blümchen           | Heut’ ist mein Tag               |
| 48   | Bloodhound Gang    | The bad touch                    |
| 49   | Bloodhound Gang    | The bad touch                    |
| 50   | Boyzvoice          | Let Me Be Your Father X-Mas      |
| 51   | Boyzvoice          | Let Me Be Your Father X-Mas      |
| 52   | Boyzvoice          | Let Me Be Your Father X-Mas      |